# 平本一穂
平本 一穂（ひらもと かずほ、1965年8月12日 - ）は、日本の実業家、出張ホスト。有限会社フルセイル代表取締役社長。元AV男優・AV監督。身長173cm、体重63kg。血液型A型。

## 人物・エピソード
コックの息子として神奈川県横浜市に生まれる。工業高校の機械科を卒業後、横浜駅西口のホテルにコックの見習いとして勤務するも、役者を志して勤めを辞める。六本木で水商売のアルバイトをしていた時にAV男優と知り合い、その誘いを受けて1986年にAV男優としてデビュー。
1987年、AV男優専門事務所「セイリオス」を立ち上げ、一定の成果を出した後、1988年夏に解散。
2006年、AVメーカー「有限会社フルセイル」を設立して代表取締役社長に就任。AV男優がAVメーカーを設立したのは平本が最初と言われている。さらに、東京都新宿区歌舞伎町でカラオケパブ「フルセイル」も経営。
「ザ・面接 Vol.113」を最後にAV男優業は引退。監督、プロデュース業を行っている。
私生活ではAV女優の小池みなみと結婚していたが、後に離婚。
AV男優としての過去最高年収は2000万円と明かす。セックス経験人数は推定七千人。出演本数は七千本以上である。
趣味はサッカー、バイク、ビリヤード、ライヴ、ゴルフ、飲酒。
2022年に「TOPランナー」というメーカーを作り、MGS独占配信している。

### 不祥事
2004年6月23日、2003年12月12日出演のアダルトビデオで、相手役の「AV女優」が16歳だったことから、本人を含む6名と共に児童買春・ポルノ禁止法違反などの疑いで逮捕される。後に執行猶予つきの有罪判決を受けた。

## 出演

### 映画
- 駅弁（1999年10月9日(土)公開）AV男優役：出演
- プラトニック・セックス（2001年10月20日、東宝）AV男優役：出演
- 『セックスの向こう側〜AV男優という生き方』 2013年2月23日（土）出演：日比野達郎／速水健二／山本竜二／平口広美／加藤鷹／栗原良／平本一穂／島袋浩／田淵正浩／トニー大木／ミートボール吉野／森山龍二／吉村卓／黒田将稔／しみけん／鳴沢賢一／阿川陽志／森林原人／沢井亮／平井シンジ[7][8][9]。
- トーキョー情歌　ふるえる乳首（2018年10月19日、オーピー映画）‐平沼ガチ役[10]
- まん・なか You’re My Rock（2019年8月29日公開、オーピー映画）※トーキョー情歌～の一般公開編集版[11][12]

### イベント
- 第3回 東日本大震災チャリティーイベント 代々木忠＋面接軍団「やっぱり元気がイチバン！」 （2013年3月12日）【出演】市原克也、佐川銀次、吉村卓、森林原人、片山邦生、忍野優作、平本一穂、代々木忠

### テレビ
- 綾瀬麻衣子のYouTubeのお仕事ですよ（2020年4月4日、エンタ!959）

## 出版
- 明るいかずほ計画『ビデオボーイ』（英知出版、1998年）※連載コラム
- 東良美季『アダルトビデオジェネレーション』（メディアワークス、1999年）ISBN 9784840213196
- 「AV男優」という職業 セックス・サイボーグたちの真実　(2013年02月19日)